# Longue-Pointe-de-Mingan
Longue-Pointe-de-Mingan är en kommun i provinsen Québec i Kanada. Den ligger i regionen Côte-Nord, i den östra delen av landet, 1 000 km nordost om huvudstaden Ottawa.